# Radnja Donja
Radnja Donja är ett samhälle i Bosnien och Hercegovina.   Det ligger i entiteten Republika Srpska, i den centrala delen av landet, 100 km norr om huvudstaden Sarajevo. Radnja Donja ligger 268 meter över havet och antalet invånare är 402.
Terrängen runt Radnja Donja är platt åt nordväst, men åt sydost är den kuperad. Närmaste större samhälle är Doboj, 19,6 km öster om Radnja Donja. 
Omgivningarna runt Radnja Donja är en mosaik av jordbruksmark och naturlig växtlighet. Runt Radnja Donja är det ganska tätbefolkat, med 78 invånare per kvadratkilometer.